# انگلوود (کانزاس)
انگلوود (به انگلیسی: Englewood) شهری در ایالت کانزاس کشور ایالات متحده آمریکا است که جمعیت آن در سرشماری سال ۲۰۱۰ میلادی، ۷۷ نفر بوده‌است.